# Aigues-Vives (Aude)
Aigues-Vives [ɛɡ viv] (occitanisch: Aigas Vivas) ist eine französische Gemeinde mit 536 Einwohnern (Stand 1. Januar 2022) im Département Aude (Region Okzitanien). Die Bewohner des im Minervois liegenden Dorfes nennen sich „Aigues-Vivois“. 

## Lage
Aigues-Vives liegt gut 17 Kilometer (Fahrtstrecke) östlich von Carcassonne. Die beiden Orte Rieux-Minervois und Caunes-Minervois liegen 8 Kilometer nordöstlich bzw. 14 Kilometer nördlich.

## Bevölkerungsentwicklung
| Jahr      | 1968 | 1975 | 1982 | 1990 | 1999 | 2007 | 2017 |
| Einwohner | 518  | 514  | 480  | 464  | 481  | 504  | 584  |

## Geschichte
Durch Zufall wurden Anfang des 20. Jahrhunderts etwa zwei Kilometer nordwestlich von Aigues-Vives bei Saint-Jean eine Vielzahl von Fundstücken (Keramikscherben, Knochenstücke etc.) ans Tageslicht gebracht, die auf eine eisenzeitliche (3./.2. Jahrhundert v. Chr.) und gallorömische (ca. 1. Jahrhundert v. Chr. bis 5. Jahrhundert n. Chr.) Besiedlung des Platzes schließen lassen. Dieser Ort unbekannten Namens wurde jedoch im hohen Mittelalter sukzessive von seinen Bewohnern zugunsten von Aigues-Vives verlassen. Bekannt ist, dass im Jahre 1269 niemand mehr dort lebte.
Die Anfänge der Geschichte von Aigues-Vives selbst liegen weitgehend im Dunkeln. Im Jahr 994 wird erstmals ein Ort namens Aquaviva erwähnt, der im 12. und 13. Jahrhundert zu einem castrum, also zu einer befestigten Siedlung ausgebaut wurde. Zu diesem castrum gehörte wohl auch der immer noch existierende tour carré. Vom 14. bis ins 16. Jahrhundert hinein lag die Einwohnerzahl des Ortes konstant bei etwa 100 bis 150 Personen, um danach langsam, aber stetig anzusteigen. Die höchste Einwohnerzahl mit etwa 500 bis 650 Personen wurde zu Beginn des 20. Jahrhunderts erreicht.
Im Jahr 1999 wurden nach anhaltenden Regenfällen Teile des Ortes meterhoch überschwemmt.

## Sehenswürdigkeiten
- Ein heute noch etwa 20 Meter hoher Donjon (tour carré) war ehemals Teil einer größeren Befestigungsanlage und stammt wahrscheinlich aus dem 12. Jahrhundert. Der ursprüngliche Zugang liegt in etwa 5 Meter über dem Straßenniveau und war nur über Leitern erreichbar. Bis in eine Höhe von etwa 6 Meter beträgt die Dicke des Mauerwerks 1,80 Meter, darüber nur noch 1,20 Meter.
- Die Église Saint-Alexandre stammt aus dem 12./13. Jahrhundert wurde jedoch später im Innern in gotischen Formen umgestaltet. Der Glockenturm ist auf das Jahr 1562 datiert.
- Der nur etwa 500 Meter von Ort entfernte Étang de Marseillette, eine ehemalige Meeresbucht, war im Mittelalter ein rund 2000 Hektar großer Salzsee. Aus heutiger Sicht war es ein schönes Biotop mit allerlei Kleingetier (Libellen, Krebse etc.) sowie Fischen und Vögeln; die damaligen Bewohner der umliegenden Orte sahen in ihm jedoch eine Quelle von Plagen (Mücken) und Krankheiten (Sumpffieber etc.). Bereits zur Zeit Heinrichs IV. gab es Pläne, den See mit Hilfe von holländischen Spezialisten trockenzulegen, doch alle eingeleiteten Maßnahmen blieben erfolglos und trieben die privaten Geldgeber in den Ruin. In der Zeit der Französischen Revolution wurden erneut Pläne vorgelegt und in die Tat umgesetzt, doch das Ergebnis war eine unfruchtbare Salzsteppe. Im Jahr 1850 wurden von italienischen Fachkräften Kanäle und Tunnels gegraben, Flusswasser der Aude in das Becken eingeleitet und so das Salz allmählich ausgespült. Seither werden die riesigen unbewohnten Flächen des ehemaligen See- und Sumpfgebietes von den umliegenden Gemeinden landwirtschaftlich genutzt.